# Jean Meeus
Jean Meeus (* 12. Dezember 1928) ist ein belgischer Mathematiker, Astronom und Autor. Seine Spezialgebiete sind die Himmelsmechanik und die mathematische Astronomie.

## Leben
Jean Meeus wurde 1928 geboren. Er studierte Mathematik an der Katholischen Universität Löwen, wo er 1953 den akademischen Grad eines Lizentiaten der Mathematik erhielt. Bis zu seinem Ruhestand 1993 war er als Meteorologe am Brüsseler Flughafen beschäftigt.
Jean Meeus, der Mitglied mehrerer Astronomischer Gesellschaften ist, veröffentlichte zahlreiche Publikationen zur Himmelsmechanik und Mathematischen Astronomie, die zum Teil auch auf Deutsch erschienen sind. Er veröffentlichte in zahlreichen astronomischen Zeitschriften wie Icarus, Sky and Telescope, Journal of the British Astronomical Association, Astronomy and Astrophysics und L’Astronomie und gab die flämische Zeitschrift für Astronomie Heelal heraus. Seine ersten astronomischen Tafeln veröffentlichte er 1961, damals noch per Hand mit Logarithmentafeln berechnet.
In Anerkennung seiner Beiträge zur Astronomie hat die Internationale Astronomische Union 1981 den am 24. September 1935 von Eugène Delporte entdeckten Asteroiden 2213 Meeus nach Jean Meeus benannt.
Im Jahr 1986 erhielt Jean Meeus den Amateur Achievement Award der Astronomical Society of the Pacific. Er ist Ehrenmitglied der Royal Astronomical Society of Canada.
Er befasste sich mit Unterhaltungsmathematik (wie Polyominos) und Zahlentheorie (1980 fand er mit Claude Lalout Cunningham-Ketten der Länge 8).

## Werke

### Algorithmen
- J. Meeus: Astronomical Formulae for Calculators. 4. Auflage. Willmann-Bell, Richmond 1988, ISBN 0-943396-22-0 (zuerst 1979)
- J. Meeus: Astronomical Algorithms. 2. Auflage, korr. Neudruck 2005. Willmann-Bell, Richmond 1998, ISBN 978-0-943396-61-3.

### DieMorsels
- J. Meeus: Mathematical Astronomy Morsels. Willmann-Bell, Richmond 1997, ISBN 0-943396-51-4.
- J. Meeus: More Mathematical Astronomy Morsels. Willmann-Bell, Richmond 2002, ISBN 0-943396-74-3.
- J. Meeus: Mathematical Astronomy Morsels III. Willmann-Bell, Richmond 2004, ISBN 0-943396-81-6.
- J. Meeus: Mathematical Astronomy Morsels IV. Willmann-Bell, Richmond 2007, ISBN 978-0-943396-87-3.
- J. Meeus: Mathematical Astronomy Morsels V. Willmann-Bell, Richmond 2009, ISBN 978-0-943396-92-7.

### Übrige Werke
- J. Meeus: Tables of Moon and Sun. Kesselberg Sterrenwacht, Kessel-Lo 1962.
- J. Meeus: Syzygies Tables. Kesselberg Sterrenwacht, Kessel-Lo 1963.
- J. Meeus, C. C. Grosjean, W. Vanderleen: Canon of Solar Eclipses. Pergamon Press, Oxford 1966.
- J. Meeus: Some Bright Visual Binary Stars. Sky Publishing Corporation, Cambridge MA 1971.
- F. Pilcher, J. Meeus: Tables of minor planets. Selbstverlag, Jacksonville 1973.
- J. Meeus,  H. Mucke: Canon of Lunar Eclipses -2002 to +2526. 3. Auflage. Astronomisches Büro Wien, Wien 1992.  (zuerst 1979)
- H. Mucke, J. Meeus: Canon of Solar Eclipses -2003 to +2526. 2. Auflage. Astronomisches Büro Wien, Wien 1992.  (zuerst 1984)
- J. Meeus: Elements of Solar Eclipses 1951-2200. Willmann-Bell, Richmond 1989, ISBN 0-943396-21-2.
- J. Meeus: Transits. Willmann-Bell, Richmond 1989, ISBN 0-943396-26-3.
- J. Meeus: Astronomical Tables of the Sun, Moon and Planets. 3. Auflage. Willmann-Bell, Richmond 2015, ISBN 978-1-942675-03-7 (zuerst 1983)
- F. Espenak, J. Meeus: Five Millennium Canon of Solar Eclipses: -1999 to +3000, NASA Technical paper 2006-214141, 2006
- F. Espenak, J. Meeus: Five Millennium Canon of Lunar Eclipses: -1999 to +3000, NASA Technical paper 2009-214172, 2009